# Рахматуллина, Милина Рустамовна
Милина Рустамовна Рахматуллина (род. 3 октября 2001 года, Казань) — российская волейболистка, либеро.

## Биография
Волейболом Милина Рахматуллина начала заниматься в 10 лет в школе. Продолжила заниматься волейболом в спортивной школе «Юность». Позднее перешла в молодёжную команду «Динамо», с которой начала выигрывать молодёжные титулы.
В 2018 году в составе сборной Татарстана принимала участие в IV летней Спартакиаде молодёжи России.
В 2020 году после многочисленных заслуг в молодёжной команде переведена в основу.
В 2021 году играла за мужскую команду «Зенит-Казань» в выставочном матче турнира «Red Bull High Five».
В августе 2022 года в составе сборной Татарстана становится вице-чемпионом Всероссийской спартакиады.

## Достижения
клубные (молодёжные)
| - Молодёжная волейбольная лига - Победитель: 2020/21 - Серебряный призёр (2): 2018/19, 2020/21 | - Молодёжный волейбольный кубок - Обладательница: 2019/20 |

клубные
| - Чемпионат России - Чемпионка: 2023/24 - Бронзовый призёр: 2020/21 | - Суперкубок России - Обладатель (3): 2020, 2022, 2024 | - Кубок России - Обладатель (3): 2020, 2021, 2024 |

сборная (Татарстан)
- Всероссийская спартакиада
  - Серебряный призёр: 2022